# Attilio Formenti
Attilio Formenti (Lodi Vecchio, 15 novembre 1881 – Milano, 28 ottobre 1962) è stato un calciatore italiano, di ruolo attaccante.

## Carriera
Disputò la prima stagione agonistica del Milan, con il quale giocò anche la semifinale del 1900 che i rossoneri persero contro la formazione piemontese del Torinese. Fu parte anche dell'undici che, lo stesso anno, si aggiudicò la Medaglia del Re.
Era in rosa anche nel 1902.
Riposa al Cimitero di Lambrate.

## Palmarès

### Calciatore

#### Club

##### Altre Competizioni
- Medaglia del Re: 1

Milan: 1901